# Ракке (волость)
Ракке (ест. Rakke) — волость в Естонії, у складі повіту Ляяне-Вірумаа. Волосна адміністрація розташована в сільському селищі Ракке.

## Розташування
Волость розташована на північному сході Естонії і є найпівденнішою волостю повіту Ляяне-Вірумаа. Площа волості — 226 км², чисельність населення станом на 1 січня 2011 року становить 1 622.
Адміністративний центр волості — сільське селище Ракке. Крім того, на території волості знаходяться ще 30 сіл: Ао (Ao), Едру (Edru), Емумяе (Emumäe), Йяятма (Jäätma), Каавере (Kaavere), Кадікюла (Kadiküla), Камаріку (Kamariku), Келламяе (Kellamäe), Кітсеметса (Kitsemetsa), Коіла (Koila), Колувере (Koluvere), Кипста (Kõpsta), Лаху (Lahu), Ламмаскюла (Lammasküla), Ласінурме (Lasinurme), Ліігвалла (Liigvalla), Миісамаа (Mõisamaa), Мяісте (Mäiste), Ниммкюла (Nõmmküla), Олйу (Olju), Падакюла (Padaküla), Піібе (Piibe), Ряітсвере (Räitsvere), Салла (Salla), Соотагусе (Sootaguse), Сууре-Ракке (Suure-Rakke), Тамміку (Tammiku), Віллаквере (Villakvere), Вяіке-Ракке (Väike-Rakke), Вяіке-Тамміку (Väike-Tammiku).